# Décembre 1990

## Évènements
- 1er décembre : 
  - le premier des trois tunnels construits sous la Manche a été percé.
  - la vitesse maximale autorisée en agglomération en France est amenée à 50 km/h.
- 2 décembre : la nouvelle constitution du Bénin est adoptée par référendum.
- 3 décembre : réunification officielle de Beyrouth.
- 6 décembre : guerre du Golfe : Saddam Hussein tente de reprendre l'initiative en libérant les 300 derniers otages occidentaux et asiatiques qu'il détenait. Annonçant cette libération, il dit : « Nous sommes assez forts à présent pour nous passer de boucliers humains ». Cependant ce geste aura peu d'impact sur les opinions publiques, et cela ne modifia pas la ligne de conduite de George H. W. Bush.

- 9 décembre : première diffusion de la série Les Simpson en France, sur Canal+.

- 10 décembre-20 décembre : Accident de radiothérapie de Saragosse : 11 morts.

- 14 décembre : une résolution de l'ONU sur l'ingérence crée la notion de couloirs humanitaires.

- 16 décembre : élection de Jean-Bertrand Aristide à Haïti.

- 21 décembre : la dernière gaillette du Nord-Pas-de-Calais remonte de la Fosse n° 9 - 9 bis des mines de Dourges

- 22 décembre : 
  - Lech Wałęsa est investi président de la République de Pologne.
  - Marie-Claude Pietragalla est nommée danseuse étoile du ballet de l'Opéra de Paris à la suite d'une représentation de Don Quichotte de Rudolf Noureev où elle interprétait le rôle de Kitri.

- 26 décembre : guerre du Golfe : début d'une escalade verbale de quelques jours, qui amène Saddam Hussein à menacer les soldats américains de « fleuves de sang » et d'une « mer de feu ». Il annonce que la capitale israélienne Tel Aviv sera sa première cible en cas de guerre.

- 28 décembre :
  - lancement de l'indice boursier SBF 250 avec une base de 1 000 points.
  - un feu électrique se déclare dans le Clark Street Tunnel.

## Naissances
- 1er décembre : 
  - Mukhtar Mohammed, athlète britannique.
  - Tomáš Tatar, joueur de hockey sur glace slovaque.
  - Chanel Iman, mannequin américain.
- 2 décembre : 
  - Olha Skrypak, athlète ukrainienne.
- 3 décembre : 
  - Sharon Fichman, joueuse de tennis canadienne.
  - Long Qingquan, haltérophile chinois.
  - Takuji Yonemoto, footballeur japonais.
- 4 décembre : 
  - Philip Varone, joueur de hockey sur glace canadien.
- 5 décembre : 
  - Ransford Osei, footballeur ghanéen.
  - Diego Dellasega, sauteur à ski italien.
- 6 décembre : 
  - Tamira Paszek, joueuse de tennis autrichienne.
- 7 décembre : 
  - Urszula Radwańska, joueuse de tennis polonaise.
  - David Goffin, joueur belge de tennis.
  - Yasiel Puig, joueur de baseball cubain.
- 8 décembre : 
  - Kevin Fey, joueur de hockey sur glace suisse.
  - Tobias Franzmann, rameur allemand.
  - Tessa Gobbo, rameuse américaine.
  - Shenise Johnson, joueuse américaine de basket-ball.
  - Anna Wierzbowska, rameuse polonaise.
- 9 décembre : 
  - LaFee, chanteuse allemande de pop/rock.
  - Chloé Depouilly, patineuse artistique française et sud-africaine.
  - Bruce Rondón, joueur de baseball vénézuélien.
  - Ransford Osei, footballeur international ghanéen.
- 10 décembre : 
  - Sakiko Matsui, chanteuse et idole japonaise.
  - Kazenga LuaLua, footballeur anglo-congolais
  - Wil Myers, joueur de baseball américain.
  - Pál Joensen, nageur féroïen
  - Shoya Tomizawa, pilote vitesse moto (° 5 septembre 2010).
  - Aruwa Ameh,  footballeur nigérian (° 28 novembre 2011).
- 11 décembre : 
  - Marco Orsi, nageur italien.
- 12 décembre : 
  - Polat Kemboi Arıkan, athlète turc.
  - Ziandzha, chanteuse et auteure-compositrice ukrainienne
  - Tommaso Benvenuti, joueur de rugby italien.
  - Philippe Davies, joueur de soccer canadien.
  - Nixon Chepseba, athlète kényan.
  - Renan Soares Reuter, footballeur brésilien.
  - Seungri, membre du groupe coréen BIGBANG.
- 13 décembre : 
  - Krzysztof Zwarycz, haltérophile polonais.
- 14 décembre : 
  - Gizem Sancak, joueuse de volley-ball turque.
- 15 décembre : 
  - Juliane Wurm, grimpeuse allemande.
- 16 décembre : 
  - Rebecca Marino, joueuse de tennis professionnelle canadienne.
- 17 décembre : 
  - Abderrazak Hamed Allah, footballeur marocain
  - Emmanuel Agyemang-Badu, footballeur ghanéen.
  - Graham Rogers, acteur américain.
  - Andrew Robertson, athlète britannique.
  - Folashade Abugan, athlète nigériane.
- 18 décembre : 
  - Victor Hedman, joueur de hockey sur glace suédois.
- 19 décembre : 
  - Landing Sané, joueur français de basket-ball.
- 20 décembre : 
  - Auline Grac, miss Prestige national.
  - Winny Chebet, athlète kényane.
  - JoJo, chanteuse, auteur-compositrice-interprète et actrice américaine.
- 21 décembre : 
  - Yvette Broch, joueuse internationale néerlandaise de handball.
- 22 décembre : 
  - Josef Newgarden, pilote automobile américain.
  - Jean-Baptiste Maunier, chanteur et acteur français.
- 23 décembre : 
  - Anna Maria Perez de Tagle, actrice, mannequin et chanteuse américaine.
  - Anna Mae Routledge, actrice canadienne.
- 24 décembre : 
  - Carolanne D'Astous-Paquet, chanteuse québécoise.
  - Lars Hartig, rameur allemand.
  - Michael Lewis, pilote automobile américain.
- 25 décembre : 
  - Ramona Bachmann, footballeuse suisse.
  - Ronnia Fornstedt, mannequin suédoise.
- 26 décembre :
  - Steve Bekaert, coureur cycliste belge.
  - Andy Biersack, chanteur américain.
  - Cory Jefferson, basketteur américain.
  - Aaron Ramsey, footballeur international gallois.
  - Denis Tcherychev, joueur de football russe.
- 27 décembre : 
  - Solène Hébert, mannequin française.
  - Juvhel Tsoumou, footballeur allemand.
  - Milos Raonic, joueur de tennis canadien.
- 28 décembre : 
  - David Archuleta, chanteur américain.
  - Ayele Abshero, athlète éthiopien, spécialiste des courses de fond.
  - Sadio Diallo, footballeur international guinéen.
  - Zlatko Hebib, footballeur suisse.
  - Marcos Alonso Mendoza, footballeur espagnol.
  - Đorđe Gagić, joueur serbe de basket-ball.
  - Reda Aadel, coureur cycliste marocain.
  - John Henson, joueur américain de basket-ball.
  - Moustafa Palazli Chousein-Oglou, acteur anglais.
  - Yago Muñoz, acteur et chanteur mexicain.
  - Bastiaan Lijesen, nageur néerlandais.
  - Marit Dopheide, athlète néerlandaise.
  - Nevena Ignjatović, skieuse alpine serbe.
- 29 décembre : 
  - Aslan Raïssov, joueur de hockey sur glace russe.
- 30 décembre : 
  - Joe Root, joueur de cricket anglais.
- 31 décembre : 
  - Zhao Jing, nageuse chinoise.
  - Patrick Chan, patineur artistique canadien.
  - Diogo Campos Gomes, footballeur brésilien.
  - Jakob Schubert, grimpeur autrichien.
  - Carlos Martens Bilongo, députée Français.

## Décès
- 1er décembre
  - Sergio Corbucci, réalisateur et scénariste italien (° 6 décembre 1927).
  - David Morse, haut fonctionnaire américain.
  - Vijaya Lakshmi Pandit, politique et diplomate indienne (° 18 août 1900).
- 2 décembre
  - Marc Cerboni, escrimeur français (° 20 octobre 1955).
  - Aaron Copland, compositeur américain (° 14 novembre 1900).
  - Robert Cummings, acteur, réalisateur et producteur américain (° 10 juin 1908).
- 3 décembre
  - Patrick Van Antwerpen, cinéaste belge (° 17 mai 1944).
  - Rolf Hansen, réalisateur allemand (° 12 décembre 1904).
- 4 décembre
  - Naoto Tajima, athlète japonais, champion olympique (° 15 août 1912).
- 5 décembre
  - Lucy S. Dawidowicz, historienne américaine (° 16 juin 1915).
  - Steve Shaw, acteur américain (° 19 février 1965).
- 6 décembre
  - Tunku Abdul Rahman, Premier ministre malaisien (° 8 février 1903).
- 7 décembre
  - Jean Paul Lemieux, artiste-peintre québécois (° 18 novembre 1904).
  - Reinaldo Arenas, écrivain cubain (° 16 juillet 1943).
  - Jean Duceppe, acteur québécois (° 25 octobre 1923).
  - Peter Mieg, compositeur, artiste peintre et journaliste suisse (° 5 septembre 1906).
- 8 décembre
  - Pierre Beausire, écrivain, critique littéraire, bellettrien et poète vaudois (° 15 novembre 1902).
  - Tadeusz Kantor, metteur en scène polonais (° 6 avril 1915).
  - Lana Marconi, comédienne française (° 8 septembre 1917).
  - Martin Ritt, réalisateur américain (° 2 mars 1914).
  - Boris Kochno, écrivain et librettiste français d'origine russe (° 3 janvier 1904).
  - Enrico Coveri, chef d'entreprise et un créateur de mode italien (° 1er janvier 1952).
- 9 décembre
  - Jean-Charles Willoquet, lieutenant de Jacques Mesrine,  à Alençon lors d'un braquage (° 1944).
  - Joyce Porter, écrivaine britannique (° 28 mars 1924).
  - Mike Mazurki, acteur américain, (b. 25 décembre 1907) (° 25 décembre 1907).
  - Henry Hicks, avocat et homme politique néo-écossais (° 5 mars 1915).
- 10 décembre
  - Armand Hammer, industriel américain (° 21 mai 1898).
- 11 décembre
  - Fernand Collin, universitaire, avocat et homme d'affaires belge (° 18 décembre 1897).
  - Concha Piquer, chanteuse et actrice espagnole (° 8 décembre 1906).
- 12 décembre
  - Giorgio Ghezzi, footballeur italien (° 11 juillet 1930).
- 13 décembre
  - Alice Marble, joueuse de tennis américaine (° 28 septembre 1913).
  - Gilles Boulouque, magistrat français (° 3 août 1950).
- 14 décembre
  - Friedrich Dürrenmatt, écrivain, dramaturge et peintre suisse (° 5 janvier 1921).
  - Red Heron, joueur de hockey sur glace canadien (° 31 décembre 1917).
- 15 décembre
  - Miquel Coll, scientifique, historien et homme politique catalan (° 12 mai 1904).
  - Ed Parker, fondateur de l'American kenpo, promoteur des arts martiaux et écrivain américain (° 19 mars 1931).
- 16 décembre
  - Jackie Mittoo, organiste, auteur-compositeur jamaïcain (° 3 mars 1948).
- 17 décembre
  - Guy Lafarge, compositeur français (° 5 mai 1904).
- 18 décembre
  - Arthur Roy Clapham,  botaniste et un écologue britannique (° 24 mai 1904).
  - Voldemar Lestienne, journaliste et écrivain français (° 1931).
  - Paul Tortelier, violoncelliste français (° 21 mars 1914).
  - Max-Philippe Delavouët, poète qui a écrit en français et en occitan/provençal (° 22 février 1920).
  - Anne Revere, actrice américaine (° 25 juin 1903).
  - Max Servais, écrivain et illustrateur belge (° 23 juillet 1904).
  - Greta Stevenson, botaniste et mycologue néo-zélandaise (° 10 juin 1911).
- 19 décembre
  - Norbert Dufourcq, organiste, professeur, musicologue et musicographe français (° 21 septembre 1904).
- 20 décembre
  - Mohamed Lyazidi, journaliste marocain (° 1902)
- 21 décembre :
  - Choi Jeonghui, auteure sud-coréenne (° 3 décembre 1912).
  - Edmond Delfour, joueur puis entraîneur français de football 1er novembre 1907).
  - Magda Julin, patineuse artistique suédoise (° 24 juillet 1894).
- 22 décembre
  - Grigori Retchkalov, aviateur soviétique (° 9 février 1920).
  - Salah Aouidj,  personnalité du football tunisien (° 3 juillet 1909).
  - Erich Carl Walter, entomologiste allemand (° 11 juin 1903).
  - Bernard Addison, guitariste afro-américain (° 15 avril 1905).
- 23 décembre
  - Pierre Gripari, écrivain français (° 7 janvier 1925).
  - Wendell Scott, pilote automobile américain (° 28 août 1921).
  - Joseph Garat, homme politique français (° 17 novembre 1911).
- 24 décembre
  - Rodolfo Orlando Orlandini, footballeur argentin (° 1905).
- 25 décembre
  - Raymond Perinetti, homme politique (° 22 octobre 1911).
- 26 décembre
  - Mikhaïl Batarov, Pilote de chasse de l'Union soviétique (° 30 septembre 1920).
- 27 décembre : 
  - Helene Stanley, actrice américaine (° 17 juillet 1929).
- 28 décembre : 
  - Seiji Hisamatsu, réalisateur japonais (° 20 février 1912).
  - Ed van der Elsken, photographe d'origine hollandaise (° 10 mars 1925).
  - Warren Skaaren, scénariste américain (° 9 mars 1946).
- 29 décembre : 
  - Mona Dol, actrice française (° 28 mai 1901).
- 30 décembre : 
  - George Gibson, footballeur anglais (° 29 août 1912).
- 31 décembre : 
  - Henri Germain, dirigeant de football français (° 16 mai 1906).
  - Vassili Lazarev, cosmonaute soviétique (° 23 février 1928).